# Свети Јован (Грчка)
Свети Јован (грч. Άγιος Ιωάννης, Агиос Јоанис) је насељено место у општини Сер у периферији Средишња Македонија, Грчка. Према попису из 2021. године било је 598 становника.
Насеље је подигнуто 1924. године где је насељена 51 грчка избегличка породица, којих је на попису из 1928. године било 218.